# Oulad Boussaken
Oulad Boussaken (àrab أولاد بوساكن) és una comuna rural de la província de Sidi Bennour de la regió de Casablanca-Settat. Segons el cens de 2014 tenia una població total de 7.390 persones.